# Бейт-Гилель
Бейт-Гилель или Бейт-Хиллель (ивр. בית הלל‎) — мошав в Верхней Галилее на западном берегу реки Эль-Хасбани (ивр. שניר‎ [Снир]) примерно в 5 км к югу от Кирьят-Шмона. Назван в честь доктора Гилеля Яффе, организатора здравоохранения, врача, прибывшего в Страну Израиля с Первой Алиёй.
Поселение создано в рамках операции «Крепости Усышкина». Находится на территории регионального совета Мевоот-ха-Хермон .

## История
Мошав Бейт-Гилель был основан членами организации «Коллективное хозяйство», иммигрантами из разных европейских стран, как они сами говорили, «от Бердичева до Берлина». Эта организация была создана по инициативе Иегуды Сандлера , который увидел, что есть много людей, желающих покинуть кибуцы, чтобы сохранить независимость от коллектива в своей личной жизни. Предлагаемое решение состояло в создании коллективного хозяйства на уровне средств производства, но не на уровне личной жизни
. Для человека, знакомого с советскими реалиями это решение можно сформулировать, как отказ от коммуны в пользу колхоза. Такая модель и называлась «коллективным хозяйством» или «кооперативным поселением». После того, как вспыхнуло арабское восстание (1936—1939) члены организации создали в Хайфе группу, участники которой работали грузчиками в порту Хайфы. Они поселились возле Кирьят-Биньямина и ждали выделения земли для создания поселения.
4 мая 1939 года они переехали в Верхнюю Галилею, где в рамках операции «Крепости Усышкина» должны были создаваться несколько поселений для всех потоков сионистского движения. Для двух поселений Гистадрут выделил земли уже в мае 1939 года.
С 3 января 1940 года группа поселенцев из организации «Коллективное хозяйство» обосновалось на территории 1200 га возле села Лазаза. Но в результате ряда неудач поселенцы решили отказаться от создания кооперативного поселения.
В феврале 1941 года число местных жителей составляло 75 человек, и планировалось, что население вырастет до 60 семей. 24 января 1941 года Иегуда Сандлер был убит при охране поселения, и его похоронили в мошаве. Позже дорога 9888, ведущая к поселению была замощена, а вокруг могилы Сандлера была разбита площадь.
В апреле 1941 года члены «коллективного хозяйства» решили назвать свое поселение именем Гилеля Яффе, после того как две другие общины, которых просили присвоить их поселениям это имя, отклонили такое предложение
В мае 1942 года 24 семьи жили в жалких бараках, в поселении не было домов и мощенной подъездной дороги. Одной из основных отраслей хозяйства было выращивание арахиса.
Со временем условия проживания улучшались. В сентябре 1944 года были построены 24 постоянных дома и получено разрешение на строительство дороги.
В сентябре 1945 года был подписан договор на телефонизацию района.
В октябре 1947 года была построена молочная ферма кооператива Тнува.
Во время Войны за независимость 1948 года поселение пострадало от обстрелов и было значительно укреплено.
В 1949 году поселение считалось «полузаброшенным и покинутым» и было принято решение о его восстановлении. К поселению была добавлена земля, отошедшая от заброшенных арабских деревень. Площадь земли, принадлежавшей мошаву достигло 3500 дунамов. Была также поставлена цель удвоить число проживающих здесь семей и довести его до 120. К концу 1949 года прибыло 30 новых семей, для которых были построены дома.
В настоящее время жители мошава зарабатывают на жизнь сельским хозяйством, молочным животноводством и туризмом. Мошав считается особенно привлекательным для отдыхающих на севере страны, в основном из-за его хорошего расположения в Верхней Галилее (между кибуцем Кфар-Блюм и кибуцем Ха-Гошрим) на берегу реки Хацбани.
Рядом с поселением находится постоянный военный лагерь Бейт-Гилель, где дислоцировано подразделение военного инженерного корпуса, которое отвечает за северный регион, Галилейский выступ, Голанские высоты и Хермон.

## Население
По данным Центрального статистического бюро Израиля, население на начало 2020 года составляло 775 человек.